# Mats Troeng
Mats Troeng (* 11. červenec 1978, Uppsala) je švédský reprezentant v orientačním běhu žijící ve švédském městě Uppsala. Je juniorským mistrem světa v orientačním běhu z roku 1998. Mezi jeho největší úspěchy lze považovat 4 místo z MS v japonském Aichi z roku 2005. V současnosti běhá za švédský klub OK Linné.